# オートクチュール (映画)
『オートクチュール』（Haute Couture）は、2021年のフランスのコメディドラマ映画。
監督はシルヴィ・オハヨン、出演はナタリー・バイとリナ・クードリなど。
フランスの高級ファッションブランド「ディオール」のアトリエを舞台に、引退を目前に控えたお針子の女性と、夢を見ることさえ知らなかった移民二世の少女という、世代も境遇も異なる2人の女性の人生が交差する様子を描く。映画の衣装デザイナーのキャリアを持つディオールの衣装デザイナー・ジュスティーヌ・ヴィヴィアンが監修を担当している。

## ストーリー
ディオールのオートクチュール部門のアトリエ責任者エステルは、次のコレクションを最後に退職することを決めていた。
そんなある朝、エステルは出勤途中に地下鉄で若い女にハンドバッグをひったくられてしまう。その後、その若い女がハンドバッグを返しにやって来た。その女はジャドという、郊外の団地に住む移民二世の少女だった。
滑らかに動く彼女の指にドレスを縫い上げる才能を直感したエステルはジャドを許し、見習いとしてアトリエに迎え入れる。ジャドは最初は彼女の厳しい指導に反発するが、次第に協調して美を追い求めるようになる。だが、コレクションを真近に控えたある日、エステルが過労で倒れてしまう。

## キャスト
- エステル: ナタリー・バイ
- ジャド: リナ・クードリ[6][7][8]
- カトリーヌ: パスカル・アルビロ（フランス語版）
- アンドレ: クロード・ペロン
- スアド: スーメ・ボクーム
- アブデル: アダム・ベッサ
- ミュミュ: クロティルド・クロー

## 作品の評価
アロシネによれば、フランスの10のメディアによる評価の平均点は5点満点中2.9点である。
Rotten Tomatoesによれば、9件の評論のうち高評価は89%にあたる8件で、平均点は10点満点中7.3点となっている。